# James Burton (egiptólogo)
James Burton (1788 – 1862) foi um conhecido egiptólogo britânico que trabalhou em vários sítios arqueológicos, mais notavelmente no Vale dos Reis.

## História e trabalho
James Burton foi educado no Trinity College, em Cambridge, e em 1822, apesar de não ter conhecimento em mineralogia, foi convidadeo pelo Paxá Mohammed Ali para trabalhar como mineralogista em uma pesquisa geológica no Egito.Em 1824 ele abandona o emprego e começa a investigar os antigos monumentos do Egito. 
Em 1825, ele viaja para o sul do Rio Nilo rumando Abul-Simbel e fica muitos meses em Tebas fazendo escavações em Medinet Habu, Carnaque e em muitas tumbas do Vale dos Reis. Durante este tempo, ele entra na KV5 mas explora parcialmente poucas câmaras.
Nenhuma da explorações de Burton foi publicada, porém ele possuía um caderno de notas e esboços que foi doado ao Museu Britânico após sua morte.
James foi o irmão mais velho de Decimus Burton, o arquiteto, ambos filhos de James Burton, o famoso empreiteiro britânico e fundador do St Leonards on Sea, em East Sussex.